# BanG Dream! 2nd Season
BanG Dream! 2nd Season（バンドリ！セカンドシーズン）は、2019年1月から3月まで放送されたテレビアニメであり、ブシロードによるメディアミックスプロジェクト『BanG Dream!』を原案としたテレビアニメの第2シーズンである。
本シーズンでは『BanG Dream!』の1年後を描いており、関連作品として漫画『 RAiSe! The story of my music』がある。
スタッフは前シーズンから大幅に変更されており、アニメーション制作はサンジゲンが担当したほか、表現方法もほぼ全編3DCGが用いられている。次シーズン『BanG Dream! 3rd Season』においても同様のスタッフィングが組まれた。
本項では、『RAiSe! The story of my music』についても解説する。

## あらすじ

### テレビシリーズ本編
香澄たち「Poppin'Party」のメンバーは進級して高校2年生となった。学年が上がり環境が大きく変化した香澄たちは、生徒会やバイトなどに追われて蔵に集まる時間が少なくなっていた。一方、岐阜県から上京してきた少女、朝日六花は羽丘女子学園高等部に入学し、香澄の妹、戸山明日香と友達になる。1年前に「SPACE」のラストライブで「Poppin'Party」の演奏に勇気づけられた六花は、「大ガールズバンド時代」と呼ばれている今の時代に、地元で活動していた時のように高校でもバンドを組もうとメンバーを探していた。そんな時、バイト先のライブハウス「Galaxy（ギャラクシー）」のリニューアルオープン記念ライブの参加バンドを探すことになった六花は、道で偶然出会ったPoppin'Partyにライブの出演を依頼する。
「Afterglow」「ハロー、ハッピーワールド！」「Roselia」も参加した記念ライブは無事成功に終わるも、ライブ終了後、Roseliaが主催ライブを開催することを発表したことをきっかけに、香澄もPoppin'Partyで主催ライブを開催することを宣言する。しかし、Roseliaの主催ライブに参加したことで、主催ライブを行うことの難しさを知った香澄たちは、自分たちにRoseliaのような主催ライブができるのか不安になる。そんな時、街中で出会ったことをきっかけに六花を蔵練に誘った香澄は、六花からPoppin'Partyへ抱く想いを聞かされる。その想いを受け取った香澄たちは「Roseliaのようでなくてもいい、自分たちらしいライブ」をすることを決意する。
一方、花園たえは幼馴染の和奏レイと再会する。さらに別の場所では中学生で音楽プロデューサーのチュチュが「最強の音楽」を奏でるためのバンドメンバーを集めていた。

### RAiSe! The story of my music
岐阜県に住む中学3年生の少女、朝日六花は、運動も勉強も苦手だったが、ギターだけが取り柄だった。中学でバンドを組んでいた六花であったが、進路を決める時期となりバンドの活動は停止。六花はギターを弾かなくなったことで自身の夢が分からなくなり、ガールズバンドの聖地「SPACE」のラストライブを見るためにひとりで東京を訪れ、親戚が営む銭湯「旭湯」に泊まる。六花は「SPACE」のライブを見ようか迷っていたものの、旭湯の娘で従姉妹の大学生・七実に背中を押される形でライブを見に行く。六花がライブ会場に着いた時にはすでにライブが始まっており、そこではガールズバンド「Poppin'Party」が演奏をしていた。彼女たちが演奏していた「前へススメ!」を聴いて、六花は東京でバンド活動を行うことを考える。
岐阜県に帰ってきた六花は家族に東京の高校に進学したいことを伝えるも、父から反対されて喧嘩となる。しかし、父に認めてもらうために苦手だった勉強や家事を頑張り、家事を一通りこなせるようになったほか、東京の進学校「羽丘女子学園」に特待生として合格したことで父に上京を認められる。卒業式前日、バンドメンバーである鳩村真波、鳥山小春、則本いちごを学校に呼び出した六花は彼女たちにPoppin'Partyのライブ音源を聴かせ、自身も彼女たちみたいに輝きたいという想いと東京に上京することを告げる。3人は夢を追いかける六花を応援していくことを彼女に伝え、4人での最後の演奏としてPoppin'Partyの楽曲を演奏しようと六花に提案する。
涙を流しながら演奏をやり切った4人は翌日、卒業を迎える。卒業式当日、バンドメンバーからもらった星のシュシュを身に着けた六花は、家族やバンドメンバーに感謝を告げて東京・新宿へと旅立つ。

## 制作

### スタッフィング
原作はISSENからブシロード単独に変更となり、主要スタッフ陣やアニメーション制作スタジオ、プロデューサー陣が一新されたほか、製作委員会の一部も変更されている。
第2期の監督は、テレビアニメ『刀使ノ巫女』監督の柿本広大、キャラクターデザインはテレビアニメ『きんいろモザイク』キャラクターデザイナーの植田和幸が担当。植田は、本作より登場するバンド「RAISE A SUILEN」のキャラクターデザインも担当した。柿本の起用は、サンジゲンで4年間、CGアニメ作品の監督・演出経験があることから、サンジゲン代表取締役社長の松浦に2017年秋頃に誘われる形で決まった。
アニメーション映像制作は3DCGアニメーション制作をメインとするサンジゲンが担当し、第1期とは異なり全編を通してほぼすべてを3DCGを使用したアニメーションで制作される。その関係もあり、監督、キャラクターデザイナーも含めた映像制作のスタッフは全て変更となり、3DCGアニメーション・2D作画制作をサンジゲン、背景美術を草薙が担当する。サンジゲンは、ゲームアプリ『バンドリ！ ガールズバンドパーティ！』で2018年5月以降に配信されたメインストーリーの第2章におけるテーマ楽曲のミュージックビデオでバンドリ！プロジェクトのアニメーション制作に初めて参加しており、短編シリーズアニメ『BanG Dream! ガルパ☆ピコ』の共同制作も担当している。また、サンジゲンとブシロードは、株式会社ウルトラスーパーピクチャーズに共同出資しており、パートナー関係にある。
企画当初、ブシロードが「Yes! BanG_Dream!」ミュージックビデオのアニメーション制作をサンジゲンに依頼していたものの、スケジュールの関係でサンジゲンは制作を引き受けられなかった。
それでも、元々バンド経験者でもあった松浦は何らかの形でプロジェクトに関わりたいと考え、ミュージックビデオではエグゼクティブプロデューサー、テレビアニメ第1期ではCGIコーディネーターとして参加し、バンド経験者としてライブシーンのCG部分のアドバイザーを務めた。この経緯から、ガルパ第2章ミュージックビデオ及びテレビアニメ第2期以降のアニメーション制作にサンジゲンが起用された。
『ガルパ』の開発元であるCraft Eggも本シーズンからシナリオ監修・制作協力として参加している。
白金燐子役に関しては第2期第1話より、明坂聡美から志崎樺音に交代した。

### シナリオ
本シーズンからゲームアプリ『バンドリ！ ガールズバンドパーティ！』のキャラクターがゲームと同様の設定で登場する。物語は、第1期及び『ガールズバンドパーティ!』シーズン1序章より約1年後の4月からはじまり、第1期だけではなく『ガルパ』シーズン1も前提としたストーリーが展開される。また、本シーズンを初出とする設定やキャラクターは『ガルパ』シーズン2よりゲーム内に実装されており、ストーリーも第2期の物語を前提として展開されている。綾奈は当初、『ガルパ』の世界観を守るため登場人物たちの学年を上げ、『ガルパ』シーズン1終盤以降の物語とは分離した別の世界観を描く予定であった。しかし、監修に参加したCraft Eggシナリオチームからの提案により、最終的に『ガルパ』シーズン2の物語へと繋がる物語が描かれることになった。
第2期のテーマは「ポピパの絆」を縦軸に、「バンド同士の絆」を横軸に描いている。製作総指揮の木谷からは「バトルものを描いてほしい」という提案が出され、敵対するバンドとして「RAISE A SUILEN」のキャラクターを組み上げていった。
設定としてはテレビアニメ第1期と『ガルパ』シーズン1から直接つながる物語となっている。そのため、「ガルパ」から登場する各バンドは「ガルパ」シーズン1を経た彼女たちを描くことが意識されている。また、「ガルパ」の配信イベントごとにリアルタイムで関係性が変化していくキャラクターたちの現状をアニメで描くために、Craft Eggシナリオチームと密に連携がとられた。一方でPoppin’Partyに関してはテレビアニメ第1期のみの視聴者も意識して「ガルパ」シーズン1後の彼女たちを描きつつも第1期から地続きで続く雰囲気を取り入れている。
作中に登場する「大ガールズバンド時代」というワードは、「ガルパ」シーズン2でも登場する。また、氷川日菜と白金燐子が生徒会長になる設定など、アニメチーム提案の設定が『ガルパ』シーズン2に先駆けて登場している。
ブシロードからはオーダーとして、「全話数でライブシーンを描く」ことをアニメチームに依頼した。どの話数でどのバンドがどの楽曲を演奏するかはブシロードとアニメチームが共同で決め、構成表作成時に決定された。。
作中に登場するポスターなどの文章の制作は、第2期より参加している文芸の後藤みどりが担当しており、全話数の文芸を務めたほか、各話脚本も担当している。後藤は第5話のポスターに書かれた200組のアイドルグループの名前を制作したほか、六花役で岐阜県出身の小原莉子に言葉やイントネーションを確認しながら美濃弁の監修を行った。
メインのストーリーとして主催ライブ開催までが描かれた理由は、第1期にてSPACEという「与えられた場所」のライブから、今度は、一から自分たちで作り上げるライブを描くために決められた。『ガルパ』のキャラクターたちはアニメでは初登場となるため、前半の6話は紹介を兼ねた各バンドごとの担当回としてシナリオが描かれ、第7話から第9話にかけては、『ガルパ』にて実施され2018年4月23日に発表された「第2回ガールズバンド総選挙」にて1位となった『高校生バイト応援ソングをつくろう！』バンドが物語で結成され楽曲を披露した。

### 3DCG・演出
ライブシーンでは、CGスタジオのexsaがモーションキャプチャーの撮影を担当しており、実際に声優陣が演奏しているリアルバンドに関してはライブ映像を参考にしているほか、リアルバンドや丸山彩のライブパフォーマンスは、各バンドの声優陣の演奏や演奏指導をしている講師陣の演奏、彩を演じた前島亜美のダンスを録画・モーションキャプチャーした映像を参考に、すべて手付け作業で表現している。また、前島以外にも湊友希那役の相羽あいなやチュチュ役の紡木吏佐も自身で振付を考えて映像を提供している。さらに、モーションアクターのキャスティング・コーディネートを専門とするソリッド・キューブより数人のアクターが参加しており、RAISE A SUILEN所属のドラマーである夏芽もアクターとしてドラムモーションを担当している。撮影の際は、アニメで初公開される楽曲も多いことから、撮影に間に合うようにゲームやリアルライブも含めた全プロジェクトで足並みを合わせ楽曲制作から撮影までが行われている。
キャラクターや楽器などのプロップを含めた作品全体のCGモデリングはサンジゲン京都オフィスのモデリングディレクターである武内泰久が統括しており、CGスーバーバイザーの三村と共にモデルの制作・監修を行っている。キャラクター1体のモデル制作の期間は約1か月費やされた。出番の多いキャラクターから優先的に制作しており、先行して制作されていたミュージックビデオ用の衣装モデルを除き、本シーズンでは衣装違いも含め80体を超えるキャラクターモデリングが新規に制作されている。そのため、登場回数が少ないキャラクターや衣装に関してはデジタル作画により表現されている。モデリングに関しては最初に湊友希那のモデルを制作し、それをベースに他の全てのキャラクターを制作していくことで作業効率を上げていった。友希那のモデルから制作された理由はサンジゲンが初めて『BanG Dream!』プロジェクトで正式に依頼を受けた仕事がRoseliaの楽曲「Neo-Aspect」のMVだったことに由来する。Poppin’PartyのCGモデルに関しては、第1期まで使用されていたモデルが前作のCGパート制作を務めたSMDEより提供されていたが、第2期からはアプリゲーム「ガルパ」を開発するCraft Eggによるキャラクターイラストを再現するためにモデルの流用はあまりされていない。
作中でマスキングが身に着けているスカジャンのデザインには汎用うさぎがあしらわれており、衣装のデザインはキャラクターの作者である森チャックが実際に手掛けている。
第8話にはガルパゲーム内＆Twitter公式漫画『ガルパライフ』を手掛ける、漫画家ととねみぎのイラストが使用されており、ととねみぎがイラスト素材協力としてクレジットされている。また、該当シーンのイラストの一部は、ととねみぎのイラストをもとにサンジゲンのアニメーターが描いている。

## スタッフ
出典 - 
- 原作 - ブシロード
- 製作総指揮 - 木谷高明
- ストーリー原案 - 中村航
- 監督 - 柿本広大
- シリーズ構成 - 綾奈ゆにこ
- キャラクター原案 - Craft Egg、ひと和（Poppin'Partyの初期デザインを担当）
- キャラクターデザイン - 植田和幸、茶之原拓也、八森優香
- CGスーパーバイザー - 三村厚史
- モデリングディレクター - 武内泰久
- リギングディレクター - 矢代奈津子
- 美術監督 - 岡本綾乃
- 美術設定 - 成田偉保
- 色彩設計 - 北川順子
- 撮影監督 - 井上麻梨
- 編集 - 梅津朋美
- 音響監督 - 飯田里樹
- 音楽 - Elements Garden（藤田淳平、藤間仁、藤永龍太郎）
- 音楽プロデューサー - 上松範康、藤田淳平
- 企画 - 岩倉亜貴、安藝貴範、矢田部行庸、松浦裕暁 、 尾山仁康
- プロデューサー - 根本雄貴、田中聡、金成雄文、瓶子修一 、 塩谷佳之
- アニメーションプロデューサー - 西藤和広、村上りゅうすけ
- 制作協力 - Craft Egg（森川修一、沢村英祐、西野裕子）
- アニメーション制作 - サンジゲン
- アニメーション制作協力 - パッショーネ、 Creators in Pack
- 製作 - BanG Dream! Project（ブシロード、TOKYO MX、グッドスマイルカンパニー、ホリプロインターナショナル、ウルトラスーパーピクチャーズ）

## 特別番組
第2期では、タイアップ番組「バンドリ！TV LIVE」をTOKYO MXで最新話が放送される直前の1時間の間、YouTube LiveとPeriscopeにて生放送で配信された。これは、第2期放送に合わせてバラエティ番組「バンドリ！TV」の放送が一時休止することを踏まえて、第2期の放送期間中に配信されることになった。内容としては、MCを前島亜美、相羽あいな、伊藤美来の3名がシャッフルで交代しながら担当し、バンドリ！に関連する最新情報を公開していく。特別回では愛美がMCを務めた。TOKYO MX・サンテレビでは、最新話放送終了直後の30分に過去のライブ映像を放送する番組「バンステ！ BanG Dream! STATION」が放送された。
2019年5月11日からは「バンドリ！TV LIVE」の配信が再開。TOKYO MX・KBS京都・サンテレビでの第2期の再放送終了直後の毎週土曜23時よりYouTube Live、Periscopeにて配信される。MCは小原莉子がレギュラーMCとなり、各回にゲストMCが出演する。内容としてはテレビアニメ第2期の振り返りやバラエティ企画、最新情報を公開していく。2019年8月3日に配信終了。

## 主題歌・挿入歌
本シーズンのオープニング及びエンディング主題歌はPoppin'PartyとRoseliaが担当し、1クール内に2種類のオープニングと2種類のエンディング主題歌が採用される。Roseliaの「BRAVE JEWEL」は元々エンディングに起用される予定であった楽曲だが、その楽曲を聞いたスタッフ陣の提案によりオープニングとして起用された。なお、オープング主題歌を収録したシングルCDは、通常盤とノンクレジット版のオープニング映像が収録されたBlu-ray付き数量限定盤の2種類がラインナップされ、本放送に先駆けて2018年12月12日に発売された。オープニングの絵コンテ・演出・編集は、『ガルパ』メインストーリー第2章のミュージックビデオで監督・絵コンテ・編集を務めたほか、本作でも編集・絵コンテを務めるエディッツの梅津朋美が担当している。エンディングの絵コンテ・演出・作画監督は本作のサブキャラクターデザインを担当したサンジゲンデジタル作画部門チーフの茶之原拓也が務め、3DCGの上からなぞる形で作画した静止画に水彩画処理を施した映像となっている。
挿入歌は、第2期で7曲の楽曲が物語に合わせて新たに制作され、作中のライブシーンで初披露された。主題歌も併せて第2期では計11曲もの楽曲が新たに制作された形となる。
オープニングテーマ
「キズナミュージック♪」（第1話、第3話 - 第9話、第12話、第13話）
作詞 - 中村航  / 作曲・編曲 - 藤永龍太郎 / 歌 - Poppin'Party
第1話では映像がゲーム内のミュージックビデオと同様のものだったが、第3話より変更が加えられた。第13話ではエンディングテーマとして使用された。
「BRAVE JEWEL」（第2話、第10話、第11話）
作詞 - 織田あすか / 作曲 - 上松範康 / 編曲 - 藤永龍太郎 / 歌 - Roselia
エンディングテーマ
「Safe and Sound」（第2話、第9話、第10話）
作詞 - 織田あすか / 作曲 - 藤田淳平 / 編曲 - 藤永龍太郎 / 歌 - Roselia
「Jumpin'」（第3話 - 第8話、第11話、第12話）
作詞 - 中村航 / 作曲 - 上松範康 / 編曲 - 岩橋星実 / 歌 - Poppin'Party
第12話では劇中歌としても使用。
劇中歌
「しゅわりん☆どり〜みん」（第1話、第13話）
作詞 - 織田あすか / 作曲・編曲 - 末益涼太 / 歌 - Pastel*Palettes
「Scarlet Sky」（第1話）
作詞 - 織田あすか / 作曲・編曲 - 岩橋星実 / 歌 - Afterglow
「えがおのオーケストラっ！」（第1話）
作詞 - 織田あすか / 作曲・編曲 - 藤間仁 / 歌 - ハロー、ハッピーワールド！
「LOUDER」（第1話）
作詞 - 織田あすか / 作曲・編曲 - 藤永龍太郎 / 歌 - Roselia
「Happy  Happy Party！」（第1話、第2話、第6話）
作詞 - 中村航 / 作曲・編曲 - 藤永龍太郎 / 歌 - Poppin'Party
「BLACK SHOUT」（第2話、第12話）
作詞 - 織田あすか / 作曲 - 上松範康 / 編曲 - 藤永龍太郎 / 歌 - Roselia
クレジットには記載されていないが、オリジナルではなくリマスターver.が使用されている。
「キラキラだとか夢だとか 〜Sing Girls〜」（第3話）
作詞 - 中村航 / 作曲・編曲 - 藤永龍太郎 / 歌 - Poppin'Party
「ゴーカ！ごーかい!?ファントムシーフ！」（第4話）
作詞 - 織田あすか / 作曲・編曲 - 藤間仁 / 歌 - ハロー、ハッピーワールド！
「せかいのっびのびトレジャー！」（第4話）
作詞 - 織田あすか / 作曲・編曲 - 末益涼太 / 歌 - ハロー、ハッピーワールド！
「パスパレボリューションず☆」（第5話）
作詞 - 織田あすか / 作曲・編曲 - 末益涼太 / 歌 - Pastel＊Palettes
「ゆら・ゆらRing-Dong-Dance」（第5話）
作詞 - 織田あすか / 作曲・編曲 - 菊田大介 / 歌 - Pastel＊Palettes
「That Is How I Roll!」（第6話）
作詞 - 織田あすか / 作曲・編曲 - 岩橋星実 / 歌 - Afterglow
「Y.O.L.O！！！！！」（第6話）
作詞 - 織田あすか / 作曲 - 藤田淳平 / 編曲 - 都丸椋太 / 歌 - Afterglow
「Don't be afraid!」（第7話）
作詞 - 織田あすか / 作曲・編曲 - 岩橋星実
「ナカナ イナ カナイ」（第7話、第10話）
作詞 - 中村航 / 作曲・編曲 - 藤田淳平 / 歌 - 花園たえ（大塚紗英）×レイヤ（Raychell）
「ひとりじゃないんだから」（第8話、第9話）
作詞 - 織田あすか / 作曲・編曲 - 都丸椋太 / 歌 - 彩（前島亜美）×モカ（三澤紗千香）×リサ（中島由貴）×花音（豊田萌絵）×つぐみ（金元寿子）
「Determination Symphony」（第9話）
作詞 - 織田あすか / 作曲・編曲 - 藤永龍太郎 / 歌 - Roselia
「UNSTOPPABLE」（第10話）
作詞 - 織田あすか / 作曲 - 藤田淳平 / 編曲 - 菊田大介 / 歌 - RAISE A SUILEN
「R・I・O・T」（第10話）
作詞 - 織田あすか / 作曲 - 上松範康 / 編曲 - 菊田大介 / 歌 - RAISE A SUILEN
「きらきら星」（第11話）
作詞 - 武鹿悦子
「STAR BEAT!〜ホシノコドウ〜」（第11話）
作詞 - 中村航 / 作曲 - 上松範康 / 編曲 - 藤永龍太郎 / 歌 - Poppin'Party
「Returns」（第11話 - 第13話）
作詞 - 中村航 / 作曲 - 上松範康 / 編曲 - 藤田淳平 / 歌 - 花園たえ（大塚紗英）（第11話）、Poppin'Party（第12話、第13話）
「Dreamers Go!」（第12話、第13話）
作詞 - 中村航 / 作曲・編曲 - 菊田大介 / 劇中編詞 - 戸山香澄（第12話） / 歌 - 戸山香澄（愛美）（第12話）、Poppin'Party（第13話）
「えがお・シング・あ・ソング」（第13話）
作詞 - 織田あすか / 作曲・編曲 - 藤間仁 / 歌 - ハロー、ハッピーワールド！
「きゅ〜まい*flower」（第13話）
作詞 - 織田あすか / 作曲 - 末益涼太 / 編曲 - 竹田祐介 / 歌 - Pastel＊Palettes
「ON YOUR MARK」（第13話）
作詞 - 織田あすか / 作曲 - 岩橋星実 / 編曲 - 都丸椋太 / 歌 - Afterglow
「FIRE BIRD」（第13話）
作詞・作曲 - 上松範康 / 編曲 - 藤永龍太郎 / 歌 - Roselia

## サブタイトル
| 話数 | サブタイトル                           | シナリオ              | 絵コンテ                            | 演出         | CGディレクター          | 2D作画監督                                         |
| ---- | -------------------------------------- | --------------------- | ----------------------------------- | ------------ | ----------------------- | -------------------------------------------------- |
| #01  | Happy Party!                           | 綾奈ゆにこ            | 柿本広大                            | 植高正典     | 志賀健太郎              | 茶之原拓也、八森優香 花井柚都子、阪本麻衣          |
| #02  | 黒き咆哮                               | 中西やすひろ          | 高橋成世                            | 高橋成世     | 加藤良哉                | 茶之原拓也、八森優香 依田祐輔、花井柚都子 阪本麻衣 |
| #03  | Sing Girls                             | 綾奈ゆにこ            | 林直孝                              | 浅利藤彰     | 遠藤求                  | 八森優香、依田祐輔 花井柚都子、阪本麻衣            |
| #04  | ゴーカ！ごーかい!?のっびのびワールド！ | 後藤みどり            | 高橋成世                            | 間島崇寛     | 小川晴代                | 茶之原拓也、八森優香 花井柚都子、阪本麻衣          |
| #05  | 雨のRing-Dong-Dance                    | まつのゆき 綾奈ゆにこ | 信田ユウ                            | 信田ユウ     | 遠藤求                  | 茶之原拓也、八森優香 依田祐輔、花井柚都子 阪本麻衣 |
| #06  | You Only Live Once                     | 柿原優子              | 森本育郎 柿本広大                   | 浅利藤彰     | 加藤良哉                | 茶之原拓也、依田祐輔 花井柚都子、阪本麻衣          |
| #07  | ナカナ イナ カナイ                     | 綾奈ゆにこ            | 高橋成世                            | のがみかずお | 志賀健太郎              | 茶之原拓也、八森優香 依田祐輔、花井柚都子 阪本麻衣 |
| #08  | ひとりじゃないんだから                 | 後藤みどり            | 黒杉光太郎                          | 高橋成世     | 小川晴代                | 茶之原拓也                                         |
| #09  | スクール・フェスティバル・シンフォニー | 中西やすひろ          | 林直孝                              | 植高正典     | 植高正典 三村厚史       | 茶之原拓也、八森優香 阪本麻衣、金城優              |
| #10  | R・I・O・T                             | 後藤みどり            | 信田ユウ                            | なかの★陽    | Chang Soo hyun 三村厚史 | 茶之原拓也、八森優香 阪本麻衣                      |
| #11  | ホシノナミダ                           | 綾奈ゆにこ            | 浅利藤彰                            | 間島崇寛     | 森田紘吏                | 茶之原拓也、八森優香 依田祐輔、阪本麻衣            |
| #12  | Returns                                | 中西やすひろ          | 高橋成世                            | のがみかずお | 小川晴代                | 茶之原拓也、八森優香 阪本麻衣、金城優              |
| #13  | キズナミュージック♪                    | 後藤みどり            | 柿本広大 梅津朋美 植高正典 三村厚史 | 浅利藤彰     | 三村厚史 遠藤求         | 茶之原拓也、八森優香 阪本麻衣、金城優              |

## 放送局
| 放送期間               | 放送時間                     | 放送局         | 対象地域       | 備考                        |
| ---------------------- | ---------------------------- | -------------- | -------------- | --------------------------- |
| 2019年1月3日 - 3月28日 | 木曜 23:00 - 23:30           | TOKYO MX       | 東京都         | 製作参加 / リピート放送あり |
|                        | 木曜 23:30 - 金曜 0:00       | KBS京都        | 京都府         |                             |
|                        |                              | BS11           | 日本全域       | BS放送 / 『ANIME+』枠       |
|                        |                              | AT-X           | 日本全域       | CS放送 / リピート放送あり   |
| 2019年1月4日 - 3月29日 | 金曜 0:00 - 0:30（木曜深夜） | サンテレビ     | 兵庫県         |                             |
|                        | 金曜 1:00 - 1:30（木曜深夜） | tvk            | 神奈川県       |                             |
|                        | 金曜 2:15 - 2:45（木曜深夜） | 新潟総合テレビ | 新潟県         |                             |
| 2019年1月5日 - 3月30日 | 土曜 1:56 - 2:26（金曜深夜） | 青森放送       | 青森県         |                             |
| 2019年1月8日 - 4月2日  | 火曜 1:50 - 2:20（月曜深夜） | 静岡朝日テレビ | 静岡県         |                             |
| 2019年1月9日 - 4月3日  | 水曜 1:35 - 2:05（火曜深夜） | テレビ愛知     | 愛知県         | リピート放送あり            |
| 2020年7月6日 -         | 月曜 0:59 - 1:29（日曜深夜） | 瀬戸内海放送   | 香川県・岡山県 |                             |

| 配信期間               | 更新時間           | 配信サイト |
| ---------------------- | ------------------ | --- |
| 2019年1月3日 - 3月28日 | 木曜 22:30 - 23:00 | AbemaTV |
| 2019年1月10日 - 4月4日 | 木曜 更新          | dアニメストア バンダイチャンネル ビデオマーケット DMM.com COCORO VIDEO music.jp 楽天TV U-NEXT アニメ放題 J:COMオンデマンド ビデオパス HAPPY!動画 |
| 2019年4月 - 不明       | 不明               | Hulu アクトビラ TSUTAYA TV あにてれ ふらっと動画 ニコニコチャンネル                                                                              |

## Blu-ray
第2期はBlu-ray単独での販売はせず、2019年5月より6か月間連続でリリースされた6バンドのシングルCDのBlu-ray付生産限定盤に各2話ずつ収録された。第2期最終話及び第3期は2020年1月より4か月連続リリースする6バンドのCD及び2期＆3期のオリジナルサウンドトラックのBlu-ray付生産限定盤に各2話ずつ収録された。その際に、1〜13話に関しては地上波放送に先行する形で販売される形となった。

## 関連作品
RAiSe! The story of my music（レイズ ザ ストーリー オブ マイ ミュージック）
『月刊ブシロード』2019年2月号より連載中のコミカライズ作品。正式タイトルは『RAiSe! The story of my music BanG Dream! episode of RAISE A SUILEN』。既刊2巻。また、2024年1月6日には第3巻が電子書籍として配信された
原作を中村航、作画をしいはらりゅうが務める。
テレビアニメ第2期から登場するバンド「RAISE A SUILEN」の結成までの物語が描かれ、テレビアニメ第2期ともリンクしていく。
1. 2020年2月28日発売、ISBN 978-4-04-899454-5
2. 2020年11月7日発売、ISBN 978-4-04-899471-2

ばんどりっ！ Happy Party♪
『Twitter BanG Dream! 公式アカウント』にて2019年1月11日より、テレビアニメ第2期放送期間中の毎週金曜日18時に連載された4コマ漫画。作画は毛魂一直線。テレビアニメ『BanG Dream! 2nd Season』公式コミックであり、キャラクターたちの日常がコメディ風味に描かれる。2020年1月24日からはテレビアニメ第3期放送に合わせて「帰ってきた！ばんどりっ！Happy Party♪」として毎週金曜19時更新にて連載が再開。